# Škoda Superb (1934)
Škoda Superb – luksusowy samochód osobowy produkowany przez czeską markę Škoda w latach 1934−1943 oraz ponownie w latach 1946−1949.

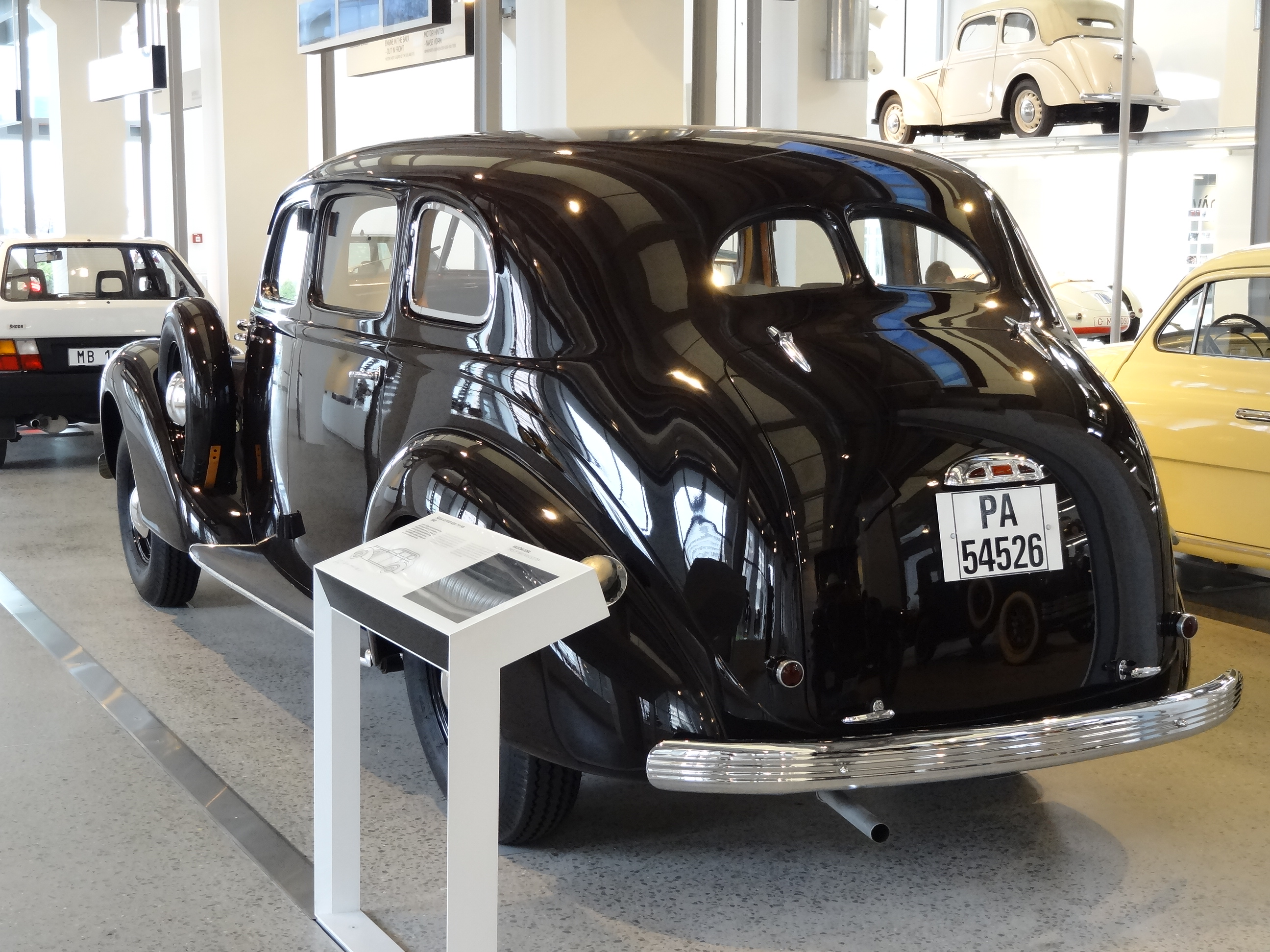
Škoda Superb 4000 typ 919 - tył

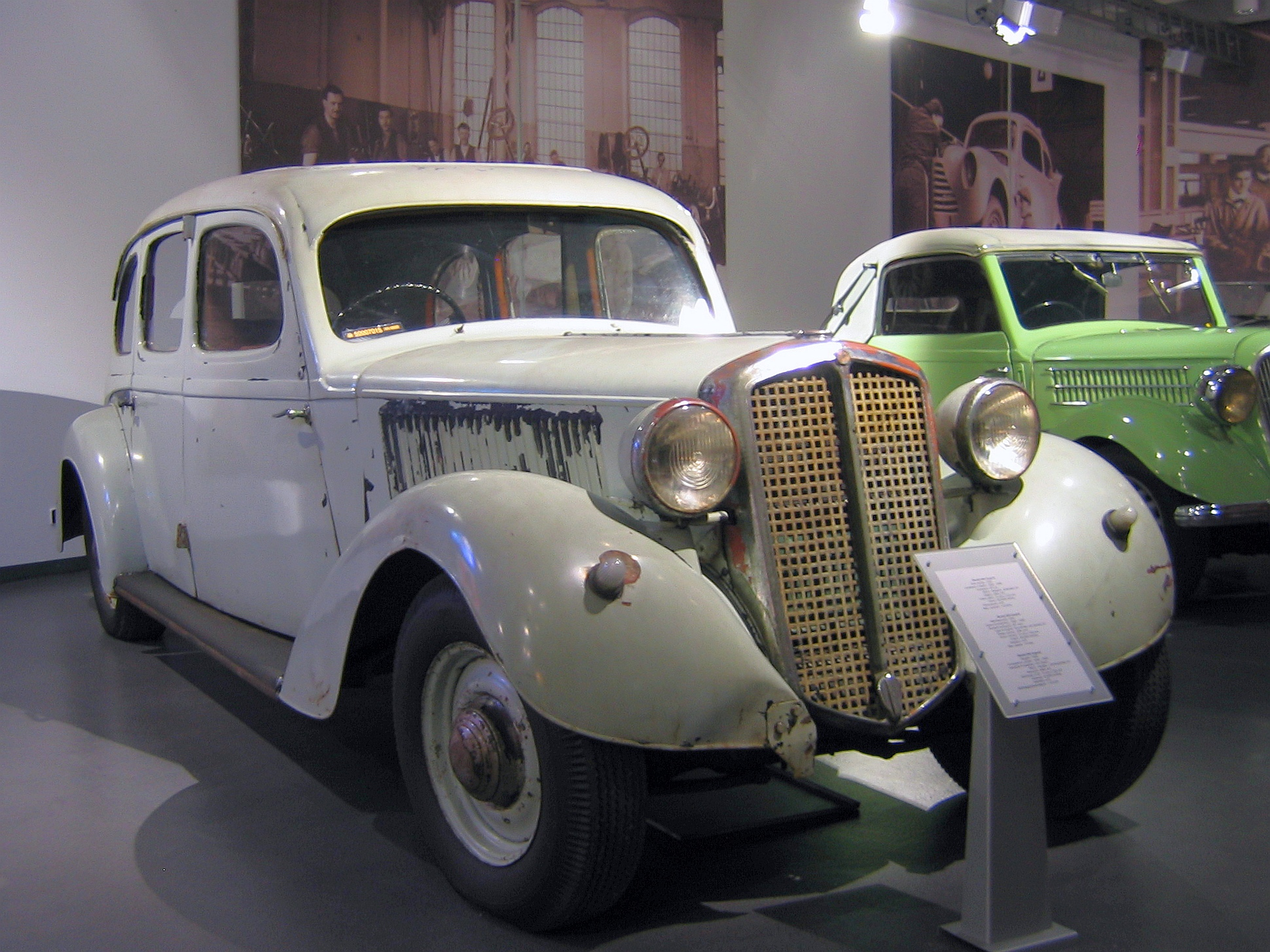
Škoda 640 Superb

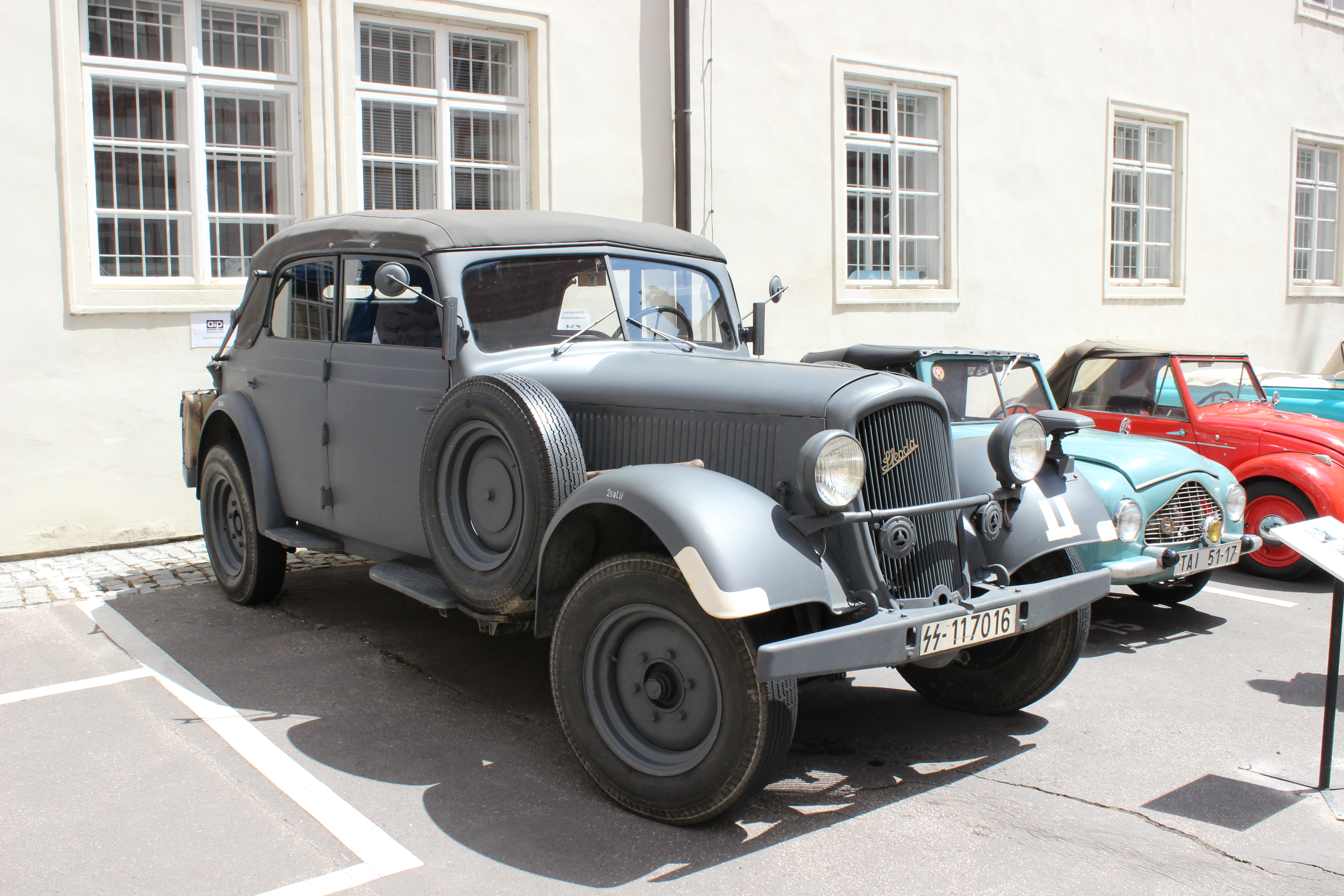
Škoda Superb w wersji cabrio

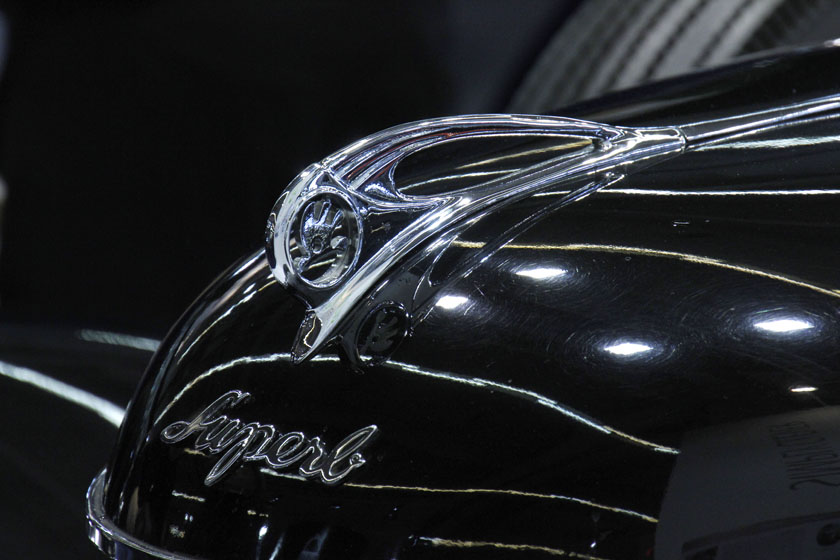
Logo modelu Superb

## Historia i opis modelu
Produkcję pojazdu rozpoczęto w 1934 roku, kilka lat przed rozpoczęciem II wojny światowej. Auto zbudowane zostało na bazie modelu 640. Do 1936 roku pojazd produkowany był jako Škoda 640 Superb. W 1936 roku zrezygnowano z oznaczenia 640 na rzecz samego słowa Superb. Model 640 otrzymał ramową konstrukcję nadwozia i klasyczny układ napędowy. Do napędu pojazdu służył sześciocylindrowy silnik benzynowy o pojemności 2.5 l, który w serii 902 w 1936 roku zastąpiony został jednostką o pojemności 2.7 l, a następnie powiększonym do 2.9 l. Przy okazji delikatnie przeprojektowano osłonę chłodnicy. W 1937 roku w modelu 913 przeprowadzono pierwszy poważny lifting. Zmieniono m.in. stylizację nadwozia w którym zderzaki częściowo zintegrowane zostały z reflektorami oraz ponownie przeprojektowano osłonę chłodnicy.
W 1938 roku wprowadzono model Superb 3000 z silnikiem o pojemności 3.1 l w którym zastosowany został rozrząd górnozaworowy. Przy okazji zmieniona została także przednia część nadwozia pojazdu. Auto wyposażono w nową atrapę chłodnicy. Model ten produkowano do 1943 roku. W trakcie II wojny światowej produkowano wyłącznie otwartą wersję przeznaczoną dla dowódców wojskowych. W latach 1939–1941 produkowano także model Superb 4000 wyposażony w silnik w układzie V8 o pojemności 4 l.
W latach 1946–1949 produkowano ponownie model Superb 3000. Łącznie w latach 1934–1949 wyprodukowano bez odmian wojskowych około 930 egzemplarzy pojazdu.
W trakcie II wojny światowej opracowany został prototyp wojskowego Superba 3000 - 15 KFC z napędem na cztery koła na bazie cywilnego modelu 3000. W latach 1942–1943 wyprodukowano 5 egzemplarzy pojazdu.

### Wyposażenie
Samochód wyposażony mógł być m.in. w 12-voltową instalację elektryczną.

### Dane techniczne
| Nazwa modelu      | Typ | Lata produkcji | Silnik                                | Wymiary (dł. / szer. / wys.) |
| ----------------- | --- | -------------- | ------------------------------------- | ---------------------------- |
| Škoda 640 Superb  | 640 | 1934 – 1939    | R6 2492 cm³ 40,5 kW (55 KM), 110 km/h | 5500 mm / 1700 mm            |
| Škoda Superb      | 902 | 1936 – 1937    | R6 2704 cm³ 44 kW (60 KM), 115 km/h   | 5500 mm / 1700 mm            |
| Škoda Superb      | 913 | 1936 – 1939    | R6 2916 cm³ 48 kW (65 KM), 120 km/h   | 5500 mm / 1700 mm            |
| Škoda Superb OHV  | 924 | 1938 – 1943    | R6 3137 cm³ 62 kW (85 KM), 125 km/h   | 5200 mm / 1800 mm / 1720 mm  |
| Škoda Superb 4000 | 919 | 1939 – 1940    | V8 3991 cm³ 70,7 kW (96 KM), 135 km/h | 5700 mm / 1800 mm / 1750 mm  |
| Škoda Superb 3000 | 952 | 1941 – 1943    | R6 3137 cm³ 62 kW (85 KM), 100 km/h   | 4800 mm / 1800 mm / 1720 mm  |
| Škoda Superb OHV  | 924 | 1946 – 1949    | R6 3137 cm³ 62 kW (85 KM), 125 km/h   | 5300 mm / 1860 mm / 1650 mm  |